# Obovaria haddletoni
Obovaria haddletoni је шкољка из реда Unionoida и фамилије Unionidae. 
Ова врста је некада припадала роду Lampsilis, а од 2008. године је пребачена Obovaria на основу морфолошких и зоогеографских анализа.

## Угроженост
Ова врста је на нижем степену опасности од изумирања, и сматра се скоро угроженим таксоном. 

## Распрострањење
Сједињене Америчке Државе су једино познато природно станиште врсте.

## Станиште
Станиште врсте су слатководна подручја. 